# Điền kinh tại Đại hội Thể thao Bán đảo Đông Nam Á 1959
Điền kinh tại Đại hội Thể thao Bán đảo Đông Nam Á 1959 là một trong những môn thể thao trọng điểm trong kỳ đại hội đầu tiên được tổ chức tại Bangkok, Thái Lan từ ngày 12 đến 17 tháng 12 năm 1959.  
Các nội dung thi đấu được tổ chức tại Sân vận động quốc gia Suphachalasai

## Nam
| Event            | Vàng                                                                                           | Vàng      | Bạc                                                                                                   | Bạc     | Đồng                                                                          | Đồng    |
| ---------------- | ---------------------------------------------------------------------------------------------- | --------- | --- | ------- | ----------------------------------------------------------------------------- | ------- |
| 100 m            | Suthi Manyakass · Thái Lan                                                                     | 10.4 (CR) | Shahrudin Mohamed Ali · Malaysia                                                                      | 10.7    | Ernest Frida · Singapore                                                      | 10.7    |
| 200 m            | Suthi Manyakass · Thái Lan                                                                     | 21.5 (CR) | Shahrudin Mohamed Ali · Malaysia                                                                      | 21.8    | Ernest Frida · Singapore                                                      | 22.1    |
| 400 m            | Somsakdi Tongaram · Thái Lan                                                                   | 50.3 (CR) | V. Velayutham · Malaysia                                                                              | 51.2    | Aung Moung · Myanmar                                                          | 51.4    |
| 800 m            | Somsakdi Tongaram · Thái Lan                                                                   | 2:00.5    | Mohamed bin Abdul Rahman · Thái Lan                                                                   | 2:01.9  | Sai Heng · Myanmar                                                            | 2:02.1  |
| 1500 m           | Sumpao Pluadprong · Thái Lan                                                                   | 4:09.3    | Ah Phu · Myanmar                                                                                      | 4:10.7  | Sai Heng · Myanmar                                                            | 4:14.0  |
| 5000 m           | Ah Phu · Myanmar                                                                               | 15:50.5   | Somnuek Srisombat · Thái Lan                                                                          | 16:00.6 | Thin Sumbwegam · Myanmar                                                      | 16:17.5 |
| 10,000 m         | Somnuek Srisombati · Thái Lan                                                                  | 35:07.8   | Thin Sumbwegam · Myanmar                                                                              | 35:28.4 | Nguyễn Văn Lý · Việt Nam                                                      | 36:12.8 |
| 110 m vượt rào   | Wong Fey Wan · Singapore                                                                       | 15.4      | |         |                                                                               |         |
| 400 m vượt rào   | Tan Eng Yoon · Singapore                                                                       | 54.9      | |         |                                                                               |         |
| 4×100 m tiếp sức | Thái Lan (THA) · Tipapan Leenasen · Prajim Wongsuwan · Paiboon Vacharapan · Suthi Manyakass    | 42.4      | Singapore (SIN) · Ernest Frida · Cedric Monteiro · Chai Ling Fook · Low Sin Cheok                     | 42.5    | Myanmar (MYA) · Soe Aung · Tun Naung · Kyaw Myint II · Tun Mra                | 43.6    |
| 4×400 m tiếp sức | Thái Lan (THA) · Kamol Swasdikosol · Krungsri Padumwan · Manut Bumrungphuk · Somsakdi Tongaram | 3:24.8    | Malaysia (MAS) · Andrew Lazaroo · V. Velayutham · Mohamed bin Abdul Rahman · Manikavasagam Jegathesan | 3:25.2  | Singapore (SIN) · Gunasena Migale · Ernest Frida · Sim Lim Ho · Low Sin Cheok | 3:26.4  |
| 50 km đi bộ      | K. Thiruma · Thái Lan                                                                          | 5:02:41   | |         |                                                                               |         |
| Nhảy cao         | Tan Eng Yoon · Singapore                                                                       | 1.88 m    | |         |                                                                               |         |
| Nhảy sào         | Pal Singh · Singapore                                                                          | 3.82 m    | |         |                                                                               |         |
| Nhảy xa          | Kamaruddin Maidin · Malaysia                                                                   | 6.74 m    | |         |                                                                               |         |
| Nhảy ba bước     | Tan Eng Yoon · Singapore                                                                       | 14.86 m   | |         |                                                                               |         |
| Đẩy tạ           | Saengnern · Thái Lan                                                                           | 12.21 m   | |         |                                                                               |         |
| Ném đĩa          | Naw Phaha · Miến Điện                                                                          | 32.68 m   | |         |                                                                               |         |
| Ném lao          | Poltorn Samphao · Thái Lan                                                                     | 53.85 m   | |         |                                                                               |         |

## Nữ
| Event            | Vàng                                                                                        | Vàng    | Bạc                                                                           | Bạc  | Đồng                            | Đồng |
| ---------------- | ------------------------------------------------------------------------------------------- | ------- | ----------------------------------------------------------------------------- | ---- | ------------------------------- | ---- |
| 100 m            | Carmen Koelmeyer · Malaysia                                                                 | 13.1    | Fong Tin Tan · Malaysia                                                       | 13.2 | Vannee Chuansnit · Thái Lan     | 13.5 |
| 200 m            | Ratana Supradit · Thái Lan                                                                  | 23.6    | Carmen Koelmeyer · Malaysia                                                   | 27.7 | Preya Dechdumrong · Thái Lan    | 28.4 |
| 80 m vượt rào    | Gracie Car · Miến Điện                                                                      | 12.7    | Permpis Puechngern · Thái Lan                                                 | 13.0 | Nhut Xuan Lan Nyugen · Thái Lan | 13.3 |
| 4×100 m tiếp sức | Thái Lan (THA) · Chinda Klaichai · Ratana Supradit · Vannee Chuansnit · Samruay Charonggool | 52.2    | Malaysia (MAS) · Fong Tin Tan · Carmen Koelmeyer · Maureen Ann Lee · Lily Tan | 52.6 | —                               | —    |
| Nhảy cao         | Myint Myint Aye · Miến Điện                                                                 | 1.43 m  |                                                                               |      |                                 |      |
| Nhảy xa          | Maureen Ann Lee · Malaysia                                                                  | 5.09 m  |                                                                               |      |                                 |      |
| Đẩy tạ           | Kusolwan Saracha · Thái Lan                                                                 | 9.56 m  |                                                                               |      |                                 |      |
| Ném địa          | Poonsri Songpia · Thái Lan                                                                  | 31.66 m |                                                                               |      |                                 |      |
| Ném lao          | Khin Khin Htwe · Thái Lan                                                                   | 34.84 m |                                                                               |      |                                 |      |

## Bảng huy chương
| Hạng               | Đoàn               | Vàng | Bạc | Đồng | Tổng số |
| ------------------ | ------------------ | ---- | --- | ---- | ------- |
| 1                  | Thái Lan (THA)     | 14   | 10  | 8    | 32      |
| 2                  | Myanmar (MYA)      | 5    | 6   | 8    | 19      |
| 3                  | Malaysia (MAL)     | 4    | 10  | 4    | 18      |
| 4                  | Singapore (SIN)    | 4    | 2   | 4    | 10      |
| 5                  | Việt Nam (VIE)     | 0    | 0   | 1    | 1       |
| Tổng số (5 đơn vị) | Tổng số (5 đơn vị) | 27   | 28  | 25   | 80      |

[[Thể loại:Thể loại:Điền kinh tại Đại hội Thể thao Đông Nam Á]]
1. ↑  "1959 SEAP Games Results". athleticspodium.com. Truy cập ngày 12 tháng 6 năm 2024.
2. ↑  "South East Asian Games". gbrathletics.com. Truy cập ngày 21 tháng 3 năm 2025.